# Army of Me (bài hát của Christina Aguilera)
"Army of Me" là bài hát được thu âm bởi nữ ca sĩ-nhạc sĩ người Mỹ Christina Aguilera cho album phòng thu thứ bảy của cô, Lotus (2012). Bài hát được viết bởi chính Aguilera cùng với Jamie Hartman, David Glass và Phil Bentley, với phần sản xuất được Tracklacers và Jamie Hartman đảm nhiệm. Được Aguilera mô tả như là phần thứ hai của đĩa đơn phát hành năm 2002 của cô, "Fighter", cô quyết định thu âm ca khúc nhằm giúp cho những người hâm mộ mới, trẻ trung hơn được lắng nghe một bài hát thay thế nếu họ không thích ca khúc trước đó của cô. Bài hát mang âm hưởng của thể loại dance-pop và euro-dance; với phần hòa âm kết hợp giữa nhịp trống và tiếng ghi-ta rock. "Army of Me" nhận được những phản hồi trái chiều từ các nhà phê bình âm nhạc. Nhiều người trong số họ ca ngợi sự truyền tải thông điệp bài hát đầy mạnh mẽ của Aguilera và khẳng định rằng đây là một đĩa đơn tiềm năng, trong khi một số khác lại chỉ trích bài hát quá giống với "Fighter". Sau khi Lotus phát hành, ca khúc xuất hiện trên bảng xếp hạng đĩa đơn quốc tế của Nam Hàn Quốc ở vị trí thứ 103, bán được 2.689 bản tải kỹ thuật số. Aguilera đã biểu diễn ca khúc trong lễ trao giải American Music Awards lần thứ 40 diễn ra tại Hoa Kỳ.

## Bối cảnh và thu âm
Sau khi phát hành album phòng thu thứ sáu, Bionic (2010), Aguilera đệ đơn ly hôn chồng co lúc bấy giờ là Jordan Bratman, đóng vai chính trong bộ phim đầu tiên có sự góp mặt của cô, Burlesque và ghi âm album nhạc phim đi kèm cho bộ phim. Sau đó, cô trở thành giám khảo trong cuộc thi ca hát của đài truyền hình NBC, The Voice và xuất hiện với vai trò khách mời trong đĩa đơn đạt quán quân bảng xếp hạng US Billboard Hot 100 trong 4 tuần của nhóm nhạc Maroon 5, "Moves like Jagger" (2011). Tiếp nối những sự kiện trên, Aguilera thông báo rằng cô đã lên kế hoạch thực hiện album thứ bảy của mình, cho biết cô muốn bản thu âm có những ca khúc chất lượng cao và "mang tính cá nhân". Nói về định hướng sáng tạo của mình, cô tiết lộ rằng album sẽ là "cực điểm của tất cả những gì tôi đã trải qua cho đến thời điểm này ... Tôi đã trải qua nhiều điều sau khi phát hành album gần đây nhất của mình, làm giám khảo ('The Voice'), trải qua cuộc li dị ... Tất cả chúng là một sự hồi sinh miễn phí dành cho tôi." Cô còn nói thêm "Tôi đang đi theo nhiều thứ khác nhau, nhưng chúng đều tốt, rất giàu cảm xúc [và] rất dễ bị tổn thương." Aguilera tiếp tục khẳng định rằng album sẽ là về "sự tự thể hiện mình và tự do" vì những vấn đề trong đời tư cô phải đối mặt trong những năm gần đây. Nói về chất liệu mới của mình trong bài phỏng vấn trong chương trình The Tonight Show with Jay Leno vào năm 2012, Aguilera cho biết quá trình thu âm cho Lotus mất một khoảng thời gian vì "Tôi không thích việc chỉ nhận bài hát từ các nhà sản xuất. Tôi thích chúng được sinh ra từ nơi nào đó trong tâm hồn tôi ... Tôi hào hứng lắm. Nó rất vui, thú vị, rất nội quan, nó hẳn sẽ rất tuyệt".
Được ghi âm tại Henson Recording Studios, Hollywood, California, và ở Radley Studios, Los Angeles, California của Justin Stanley, "Army of Me" được đồng sáng tác bởi Aguilera cùng với Jamie Hartman, David Glass và Phil Bentley. Bài hát được Tracklacers và Hartman đồng tham gia sản xuất. Phần giọng hát của Aguilera được Oscar Ramirez ghi âm tại The Red Lips Room, ở Beverly Hills, California. Việc lập trình được thực hiện bởi Steve Daly và John Keep, trong khi Hartman sáng tác phần đàn dây. Trong một cuộc phỏng vấn với Andrew Hampp của Billboard, Aguilera giải thích vì sao vai trò của cô trong The Voice lại cho phép cô mở rộng ảnh hưởng tới một thế hệ thính giả mới mà có thể không phù hợp với những sản phẩm của cô trong quá khứ, bao gồm những bài hát như đĩa đơn phát hành năm 2002 của cô, "Fighter". Khi được hỏi nếu một số bài hát trong Lotus có chủ đề tương đồng với những ca khúc trong album Stripped (2002), Aguilera đã trả lời bằng cách mô tả "Army of Me" như một "Fighter 2.0".
"Chắc chắn là có. Có một bài hát có tựa đề là 'Army of Me,' đó chính là một 'Fighter 2.0.' Có một thế hệ người hâm mộ mới là những con người trẻ trung có thể không đồng hành với tôi trong suốt chặng đường, nhưng đang theo dõi tôi trên chương trình. Tôi thấy rằng mỗi thế hệ nên được thưởng thức và có một phần của 'Fighter' bên trong họ. Lần này, cách mà âm nhạc đến thật tuyệt vời cho thế hệ này. Sẽ luôn có một chiến binh trong tôi, vượt qua những trở ngại và khó khăn. Tất cả những em nhỏ 6 tuổi, những người biết đến tôi nhờ việc bấm nút và xoay chiếc ghế đỏ lớn đó, những người đã từng không thật sự là một 'Fighter' (chiến binh), đây là cơ hội để tôi nạp lại nó, hồi sinh nó và làm một vài việc hiện đại hóa cho họ".

## Sáng tác và ca từ
"Army of Me" là một bản up-tempo theo thể loại dance-pop và euro-dance kéo dài trong 3:26 (3 phút và 26 giây). Phần nhạc cụ bao gồm tiếng trống "đập mạnh" và tiếng ghi-ta "rock". Aguilera tự giới thiệu bản thân như một chiến binh, và nói cho bạn trai cũ của cô biết rằng cô mạnh hơn anh ta trong lời hát: "So how does it feel to know that I beat you?/ That I can defeat you?" (tạm dịch: Cảm giác thế nào khi tôi hạ gục anh? Khi tôi đánh bại anh?) Mặc dù Aguilera đang đau khổ do quyết định chia tay bạn trai cũ, nhưng cô không gục ngã. Lời nhạc "One of me is wiser/ One of me is stronger/ One of me's a fighter/ And there's a thousand faces of me/ We're gonna rise up for every time you broke me/ You're gonna face an army of me" (tạm dịch: Một phần trong tôi khôn ngoan hơn. Một phần trong tôi đang mạnh mẽ hơn. Một phần trong tôi là một chiến binh. Và có hàng gàn khuôn mặt của tôi. Chúng ta sẽ vươn lên mỗi lần anh làm tôi gục ngã. Anh sẽ phải đối mặt với quân đội của tôi.) tương đồng với những phần được Aguilera thể hiện trong "Fighter", dù cho "Army of Me" không lấy mẫu bất kì phần nào của bài hát. Aguilera hát "Now that I'm wiser/ Now that I'm stronger/ Now that I'm a fighter/ There's a thousand faces on me" (tạm dịch: Giờ tôi khôn ngoan hơn. Giờ tôi mạnh mẽ hơn. Lúc này tôi là một chiến binh. Có hàng ngàn khuôn mặt của tôi.) trên một nhịp "mạnh", và hát tiếp "We're gonna rise up for every time you broke me" (tạm dịch: Chúng ta sẽ tiến lên mỗi lần anh làm tôi gục ngã.) trong phần hát có tiếng bè.

## Tiếp nhận
Giới phê bình âm nhạc đưa ra những phản hồi trái chiều về "Army of Me". Andrew Hampp của Billboard và Chris Younie của 4Music đều cho rằng "Army of Me" có thể đã là một đĩa đơn tiềm năng, trong đó Youngle viết rằng "Bài hát này chắc chắn sẽ là một đĩa đơn trong tương lai." Younie còn nhận xét rằng ca khúc "quyến rũ và cuốn hút ngay từ những giai điệu đầu tiên", có một nguồn năng lượng "sảng khoái" và thuộc kiểu những bài hát pop "đầy tức giận" mà Kelly Clarkson "sẽ giơ tay hưởng ứng". Sarah Rodman của tờ The Boston Globe mộ tả ca khúc như một "điệu nhảy giận dữ kết hợp phong cách giữa Gloria Gaynor và Depeche Mode." Mike Wass của Idolator nhận định rằng mặc dù "Army of Me" là một ca khúc "chất lượng", nó vẫn là thứ lấp đầy album. Nhận xét rằng bài hát là một ca khúc thích hợp để đưa vào album phòng thu trước đó của cô, Bionic, Wass cho rằng Aguilera đã "không phóng đại quá mức" khi cho rằng đây là một "Fighter 2.0". Anh kết thúc bài đánh giá của mình với nhận xét rằng mặc dù giọng hát của cô mỏng đi, nó vẫn là một phần "ngụy trang" bổ sung cho Lotus. Annie Zaleski của The A.V. Club miêu tả Aguilera là một "diva ham vui và tươi tắn của công nghệ" trong "Army of Me".
Kitty Empire của The Observer cũng đồng quan điểm rằng bài hát có nhiều nét tương đồng với "Fighter". Cô đã nhắc đến bài hát cùng tên của Björk như một ảnh hưởng khác, do "vùng cảm xúc" của nó. Viết cho tạp chí Digital Spy, Robert Copsey miêu tả bài hát "không khác biệt so với những gì chúng ta được nghe từ cô, nhưng đây là sự báo động rằng Christina cần thoát khỏi tính hệ thống trong âm nhạc của mình", trong khi Matthew Horton của Virgin Media cho rằng Aguilera hát như thể cô sắp sửa tuyên chiến. Michael Gallucci, viết cho PopCrush, chỉ trích ca khúc, nhận xét nó như một bản diso của Cher mà trong đó Aguilera khiến dây thanh quản của mình "làm việc quá sức". Melissa Maerz của Entertainment Weekly nhận thấy thông điệp của bài hát dễ gây nhầm lẫn và không hiểu rõ chính xác người mà Aguilera sẽ vượt lên trong ca khúc: "Cô ấy hò hét rằng 'And we're gonna rise up.../ For every time you wronged me/ Well, you're gonna face an army, army of me.' (tạm dịch:Và chúng ta sẽ vươn lên.../ Mỗi lần anh đối xử bất công với tôi/ Vâng, anh sẽ đối mặt với đội quân của tôi, đội quân của tôi.) Chúng làm người nghe tự hỏi: Vượt lên khỏi ai? Là cả thế giới này không thể tiến đến cô ấy, hay đây chỉ là cái cớ cho việc mặc những chiếc quần soóc ngắn nóng bỏng để ngụy trang?"

## Biểu diễn trực tiếp
Aguilera đã biểu diễn "Let There Be Love" lần đầu tiên trong lễ trao giải American Music Awards lần thứ 40 diễn ra ngày 28 tháng 11 năm 2012 tại nhà hát Nokia Theatre ở Los Angeles, California. Là một trong số những ca sĩ đầu tiên nằm trong thông báo trình diễn đưa ra vào ngày 19 tháng 10 năm 2012, Aguilera đã thể hiện "Army of Me" như một phân trong liên khúc với hai bài hát khác từ Lotus: "Lotus Intro" và "Let There Be Love". Trả lời phỏng vấn của MTV News, Aguilera tiết lộ về màn trình diễn và định hướng sáng tạo của nó:
Màn trình diễn sẽ rất hào hứng. Nó chắc chắn sẽ thể hiện ý nghĩa của Lotus với tôi. Nếu bạn nhận bìa album và thấy ít sự thú vị trong đó, tôi sẽ mang cái bìa đó vào đời thật, nên nó sẽ thật sự rất vui. Tôi không thể cho bạn biết thêm về những bài hát, nhưng nó chắc chắn sẽ đại diện cho cả album, vì album được xây dựng bởi rất nhiều lớp. Nó không dùng 'Your Body' làm đĩa đơn để đại diện. Nó có những bản ballad; và mọi thứ đến từ sự chân thật, sâu sắc–từ tận gốc rễ cho dù có thể nó vui hoặc không thành công.
Trình diễn trong "trang phục kín đáo" "được thít chặt bằng áo nịt ngực" thiết kế bởi The Blonds, người cũng thiết kế trag phục cho Lady Gaga, Leah Simpson của Daily Mail viết rằng Aguilera đem đến "sự quyến rũ trong tình yêu nước với bộ quần áo lấp lánh những ngôi sao, và một chút rộn ràng trong bộ trang phục qua-hết-ngực." Màn trình diễn có sự kết hợp của những điệu nhảy thường thấy và các vũ công đội những "chiếc túi của sự tra tấn có ghi các chữ 'Freak' và 'Queen'." Bruna Nessif của E! Online mô tả phần biểu diễn là "thú vị," và chú ý rằng chủ đề "ăn mừng cùng mọi người vì chính bản thân họ" giống với nội dung được thể hiện trong album Born This Way (2011) của Gaga. Sau khi Aguilera kết thúc màn biểu diễn, Pitbull lên sân khấu và cùng cô biểu diễn ca khúc "Feel This Moment", bài hát mà cô tham gia với tư cách nghệ sĩ hợp tác.

## Những người thực hiện và ghi chú
Ghi âm
- Thu âm tại Henson Recording Studios, Hollywood, California; Radley Studios, Los Angeles, California.
- Đàn dây, bass và piano ghi âm tại Henson Recording Studios, Hollywood, California.
- Ghi-ta acoustic, piano synth và đàn dây Synth ghi âm tại Radley Studios, Los Angeles, California.
- Giọng hát được ghi âm tại The Red Lips Room, Beverly Hills, California.

Thực hiện
| - Viết nhạc – Christina Aguilera, Jamie Hartman, David Glass, Phil Bentley - Sản xuất – Tracklacers, Jamie Hartman (đồng sản xuất) - Sản xuất giọng hát – Christina Aguilera - Ghi âm giọng hát – Oscar Ramirez - Sắp xếp đàn dây – Jamie Hartman - Ghi âm đàn dây, bass và piano – Justin Stanley - Ghi âm ghi-ta acoustic, piano synth và đàn dây Synth – Jamie Hartman - Trợ lý – Zivi Krieger | - Lập trình trống, bàn phím và đàn synth – Steve Daly, Jon Keep - Đàn dây synth – Jamie Hartman, The Professor - Đàn dây thực – Songa Lee, Rodney Wirtz, Alisha Bauer, Marisa Kuney - Piano thực – Jeff Babko, Jamie Hartman - Piano synth – Jamie Hartman, The Professor - Bass thực – Tyler Chester, Steve Daly - Ghi-ta accoustic – Jamie Hartman |

Phần này được chép lại theo ghi chú trên bìa Lotus, phát hành bởi RCA Records.

## Xếp hạng
Sau khi Lotus được phát hành, "Army of Me" ra mắt ở vị trí thứ 103 trên bảng xếp hạng đĩa đơn Nam Hàn Quốc trong tuần từ ngày 11 đến 17 tháng 11 năm 2012, nhờ lượng tải kỹ thuật số đạt 2.689 bản.
| Bảng xếp hạng (2012) | Vị trí cao nhất |
| -------------------- | --------------- |
| Nam Hàn Quốc (Gaon)  | 103             |

### Phiên bản của Anastacia
Nghệ sĩ thu âm người Mỹ Anastacia đã thể hiện lại ca khúc trong album tuyển tập thứ hai của cô, Ultimate Collection (2015). Bài hát được phát hành thành đĩa đơn thứ hai từ album vào ngày 23 tháng 10 năm 2015 bởi Sony Music Entertainment.
| Quốc gia | Ngày phát hành       | Định dạng       | Nhãn hiệu                | Nguồn  |
| -------- | -------------------- | --------------- | ------------------------ | ------ |
| Toàn cầu | 23 tháng 10 năm 2015 | Tải kỹ thuật số | Sony Music Entertainment | [ 24 ] |